# Бачва (Вишњан)
Бачва (итал. Mondellebotte) је насељено место у унутрашњости Истарске жупаније, Република Хрватска. Административно је у саставу општине Вишњан.

## Географија
Бачва се налази се у залеђу Пореча. Лежи на локалном путу 10 км североисточно од Пореча, а 3 км јужно од Вишњана, на надморској висини од 216 м. Становништво се бави пољопривредом и сточарством.

## Историја
До територијалне реорганизације у Хрватској налазило се у саставу старе општине Пореч.

## Становништво
Према задњем попису становништва из 2011. године у насељу Бачва живео је 21 становник.
Кретање броја становника по пописима 1857—2001.
| година пописа  | 1857 | 1869 | 1880 | 1890 | 1900 | 1910 | 1921 | 1931 | 1948 | 1953 | 1961 | 1971 | 1981 | 1991 | 2001 | 2011 |
| бр. становника |      |      |      |      |      |      |      |      |      |      |      |      |      |      |      |      |
| 337            | 372  | 40   | 97   | 32   | 28   | 685  | 569  | 34   | 36   | 32   | 18   | 22   | 17   | 21   | 21   |      |

Напомена: У 1857, 1869, 1921. i 1931. садржи податке за насеља Барат, Кошутићи, Пршурићи, Радовани, Рафаели, Женодрага и Жиковићи. Од 1890. do 1910. исказује се под меном Бачве.